# Julian Lange
Julian Lange (* 1987) ist ein deutscher Germanist. Er ist seit 2022 der Sprecher der saarländischen Landesregierung.

## Leben
Lange studierte von 2006 bis 2009 Deutsch und Geschichte an der Humboldt-Universität zu Berlin. Er schloss das Studium mit dem Bachelor ab. Anschließend studierte er bis zu seinem Abschluss im Jahr 2011 Deutsche Literatur im Master an der Humboldt-Universität. Daraufhin war er von 2011 bis 2019 in verschiedenen Tätigkeiten in der Pressestelle der SPD beschäftigt. Von 2019 bis 2022 war er Pressesprecher des Ministeriums für Wirtschaft, Arbeit, Energie und Verkehr des Saarlandes sowie stellvertretender Regierungssprecher des Kabinetts Hans. Seit April 2022 ist er Sprecher des Kabinetts Rehlinger. Im Amt des Sprechers der saarländischen Landesregierung folgte er auf Alexander Zeyer.